# 風 (上戸彩の曲)
「風」（かぜ）は、上戸彩の曲。作詞は三浦徳子、作曲は織田哲郎、編曲は清水信之による。「贈る言葉」とのカップリングによる両A面シングル「風/贈る言葉」（かぜ／おくることば）が、8枚目のシングルとして2004年6月16日にリリースされた。また、同年12月8日にリリースされた3枚目のアルバム『Re.』にも収録された。

## 解説
- NHK教育テレビジョンのテレビアニメ『忍たま乱太郎』の第12期エンディングテーマとして使用された。
- アニメーションは、乱太郎、きり丸、しんべヱ、ユキ、トモミ、シゲの様々な表情とともに多くのキャラクターが描かれた一枚絵が右へスクロールしていくものとなっている。
- このEDからイラスト紹介は第25期を除き金曜は宛先告知のみとなる。
- 事務所の後輩のこつぶ組がコーラスとして参加している。
- 「忍たま乱太郎」における現時点で女性のアーティストが歌唱を担当した最後のED曲となっている。

## シングル
- 2か月連続シングルリリースの第1弾で、5枚目のシングル「感傷/MERMAID」以来の両A面シングルである。
- 「風」のプロモーションビデオと「贈る言葉」のイメージクリップを収録したDVD付シングルとしてのリリースとなった。
- 「贈る言葉」は自身が生徒役として出演したTBS系ドラマ『3年B組金八先生』のゲーム版の主題歌である。
- 「贈る言葉」は、2枚目のアルバム『MESSAGE』（同年3月3日リリース）からのリカットである。リカット曲の収録は、上戸のシングルでは本作が初めてである。また、カバー曲も初めてである。

### シングル収録曲
1. 風
作詞：三浦徳子、作曲：織田哲郎、編曲：清水信之
2. 贈る言葉〜シングルバージョン〜
作詞：武田鉄矢、作曲：千葉和臣、編曲：Sin
プレイステーション2専用ソフト『3年B組金八先生 伝説の教壇に立て!』主題歌
3. 愛のために。〜march-tronik style〜
4. 風 〜オリジナルカラオケ〜

## 収録アルバム
- MESSAGE (#2)
- Re. (#1、南風バージョン)
- BEST OF UETOAYA -Single Collection- (#1,2)
- 忍たま乱太郎 20th アニバーサリーアルバム 忍たまファミリー･ベストセレクション (#Disc 1の9曲目)